# Masacre en la escuela de Kamyshin
En la noche del 8 al 9 de marzo de 1997, se produjo un asesinato en masa en la Escuela Superior de Ingeniería y Mando de Construcciones Militares de Kamyshin. Seis estudiantes murieron y dos resultaron heridos en el tiroteo.

## Acontecimientos
Aproximadamente a las 4 de la mañana, durante la entrega de armas durante el cambio de guardia, el cadete Serguéi Lepnev, de 18 años, disparó contra el jefe de guardia, Gennady Ivanov, tras lo cual abrió fuego contra el resto de los cadetes. Cuando Lepnev se acercó para matar a Pavel Grigoriev, su cargador se quedó sin cartuchos él y Arefiev huyeron de la escena del crimen. Posteriormente se atrincheraron en una de las casas del sector privado, pero al cabo de un tiempo se rindieron tras la conversación de Lepnev con su madre.

## Tribunal
El tribunal condenó a Arefiev a 3,5 años de prisión y a Lepnev a la pena de muerte, conmutada por 25 años de régimen estricto debido a una moratoria. Lepnev actualmente cumple su condena en la colonia White Swan. En marzo de 2021 intentó salir en libertad condicional.

## Perpetrador
Serguéi Lepnev estudió bien y no tuvo problemas en la escuela. Seis meses antes del ataque, escribió en una redacción que quería hacer algo con lo que pudiera hacerse famoso. Se casó mientras estaba en prisión y tiene un hijo.